# Notohypsilophodon
Notohypsilophodon („Hypsilophodon jižního větru“) byl rod ptakopánvého býložravého dinosaura, který žil v období svrchní křídy (geologický stupeň cenoman až turon, před 100 až 90 miliony let) na území dnešní centrální Patagonie v Argentině (provincie Chubut).

## Historie
Fosilie tohoto dinosaura byly objeveny v sedimentech souvrství Bajo Barreal a představují nekompletní postkraniální kostru mladého (pravděpodobně subadultního) jedince. Holotyp nese označení UNPSJB — PV 942. Formálně byl popsán v roce 1998 paleontologem Rubénem D. Martínezem jako typový druh Notohypsilophodon comodorensis.
Rodové jméno znamená „Hypsilophodon jižního větru“ a odkazuje ke známému evropskému druhu příbuzného dinosaura. Druhové jméno odkazuje k městu Comodoro Rivadavia, v jehož blízkosti byl nález učiněn.

## Popis a zařazení
Notohypsilophodon byl menším, po dvou běhajícím býložravcem nebo všežravcem, jehož délka činila zhruba 1,3 metru a hmotnost se pohybovala kolem 6 kilogramů.
Tento dinosaurus spadal do kladu Elasmaria a mezi jeho blízké příbuzné patřily rody Morrosaurus, Trinisaura, Macrogryphosaurus, Talenkauen nebo Anabisetia. Vzdáleněji příbuzný pak byl také severoamerický rod Parksosaurus.
Ještě blíže příbuzným taxonem pak mohl být rod Tietasaura, formálně popsaný v roce 2024 z Brazílie.